# Il Gesù

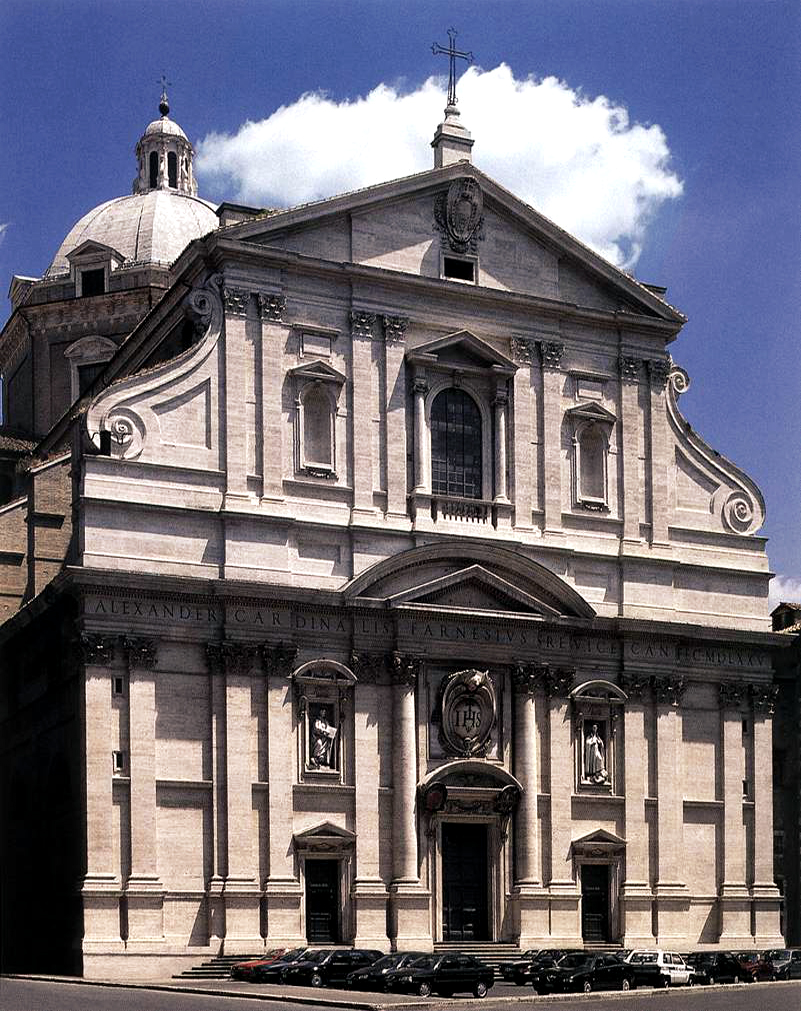
Fassade von Il Gesù

Il Gesù (italienisch Chiesa del Santissimo Nome di Gesù all’Argentina, deutsch Jesuskirche) ist eine Kirche in Rom. Sie ist die Mutterkirche des 1534 durch Ignatius von Loyola gegründeten und 1540 von Papst Paul III. bestätigten Jesuitenordens. Wie der Petersdom übte auch Il Gesù, obwohl selbst noch dem Manierismus angehörend, bedeutenden Einfluss auf die Kirchenbaukunst des Barock aus, sie gilt als Prototyp einer Jesuitenkirche. Ihre Gebäudestruktur war Vorbild für zahlreiche barocke Kirchenbauten, insbesondere der Jesuiten, in Italien und den katholischen Ländern.
Baubeginn der von Giacomo Barozzi da Vignola entworfenen Kirche war im Jahre 1568. Obwohl die Kirche bereits im Heiligen Jahr 1575 benutzt wurde, dauerte es weitere neun Jahre bis zur ersten Weihe 1584. Wesentlichen Einfluss auf die Gestalt nahm Kardinal Alessandro Farnese, der Enkel Pauls III. und Protektor des Jesuitenordens, der den Bau großenteils finanzierte. Er wurde in der Kirche bestattet; sein Name erscheint prominent in der Fassadeninschrift.

## Baugeschichte

### Vorgängerbau: Santa Maria della Strada
Die Vorgängerkirche geht zurück auf das 5. Jahrhundert. Sie wurde als Kapelle von der Familie Astalli errichtet („Madonna degli Astalli“), gelegen an einer Querstraße des päpstlichen Prozessionsweg.
Ein Fresco mit der Darstellung einer Madonna (Madonna della Strada) mit Kind aus dem 13./14. Jahrhundert war an der Außenwand der Kirche angebracht. Die Kirche wurde von Papst Paul III. 1540 Ignatius von Loyola als Kirche der Jesuiten übergeben.
Ab dem Jahr 1568 ließ Kardinal Alexander Farnese „Il Gesù“ an Stelle der früheren Kirche Santa Maria della Strada errichten. Das Fresco wurde 1575 in eine Seitenkapelle der neuen Kirche übertragen, in der die Jesuiten ihre Ordensgelübde ablegten. Im 19. Jahrhundert wurde das Fresco auf Leinwand übertragen.
Papst Urban VIII. zeichnete das Gnadenbild mit einem formellen Dekret einer Krönung aus, die Krönung fand am 15. August 1638 statt.
Die in der Vorgängerkirche bestatteten frühen Jesuiten (u. a. Peter Faber) wurden in der neuen Kirche Il Gesù erneut bestattet.

### Bau und Weihe
Baubeginn war 1568. 

## Beschreibung und Architektur

### Grundriss und Fassade

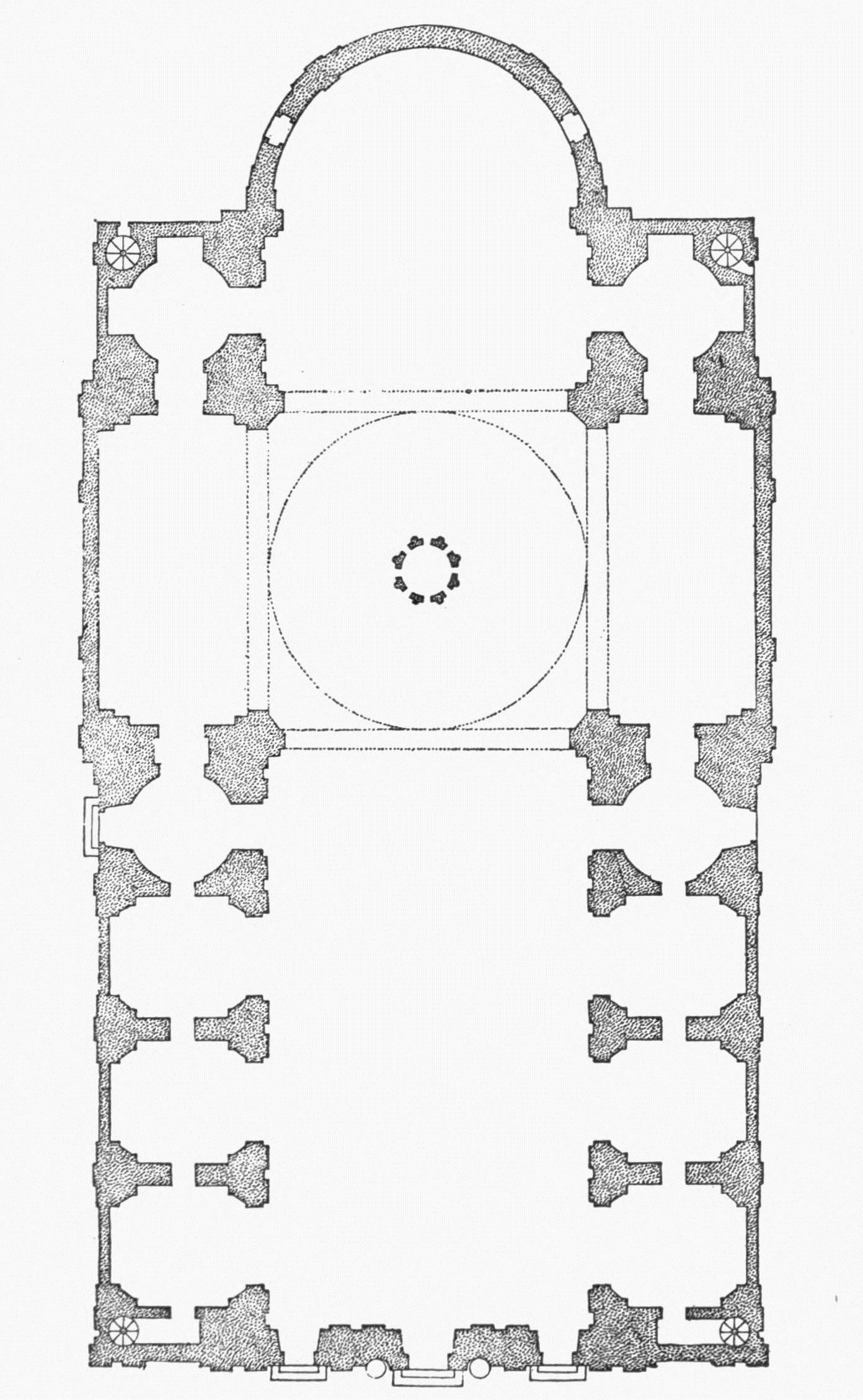
Grundriss von Il Gesù

Typisch für die Kirchen des Il-Gesù-Typs sind ein tonnengewölbtes Langhaus mit einer lichtdurchfluteten Vierungskuppel und niedrigeren, seitlich an das einschiffige Langhaus angegliederten Kapellen. Eines der Vorbilder für die Wandstruktur ist die von Leon Battista Alberti rund hundert Jahre zuvor begonnene Kirche Sant’Andrea in Mantua. Im Grundriss von Il Gesù lässt sich (ähnlich wie beim Petersdom) die Verbindung des Zentralraumgedanken der frühen Renaissancearchitektur mit einem Langhaus erkennen. Der Bautyp wurde auch deshalb so populär, weil er in besonderer Weise den im Konzil von Trient neu geordneten liturgischen Erfordernissen gerecht wurde.
Giacomo della Porta, der als Nachfolger Vignolas den Bau vollendete, schuf die von einem Dreiecksgiebel gekrönte Fassade, die sich durch zur Mitte hin zunehmende Plastizität der Gliederungselemente auszeichnet und insofern wegweisend für die Entwicklung der barocken Kirchenfassade wurde.
Es handelt sich bei Il Gesù um eine zweigeschossige Fassade mit einem breiten Untergeschoss, darüber einem schmaleren, Tympanon-bekrönten und mit Voluten flankierten, Obergeschoss.
Das Erdgeschoss liegt etwas erhöht und kann über wenige Stufen erreicht werden. Die Fassade des Erdgeschosses ist über Doppelpilaster korinthischer Ordnung auf hohen Sockeln gegliedert. Diese tragen das Gebälk mit einer Inschrift in der Frieszone. Mittig ist das hohe Eingangsportal angelegt, dass je von einer Rundsäule und einem Pilaster flankiert ist. Diese Anordnung folgt der außen angelegten Struktur der Doppelstützen. Das Portal trägt einen Dreiecksgiebel sowie einen Rundgiebel, die jeweils in der Gesimszone liegen. Zu beiden Seiten des Hauptportals befinden sich niedrigere Seitenportale, die von einem Dreiecksgiebel überfangen sind. Darüber sind Nischen mit Figuren angeordnet.
Das um eine Achse schmalere Obergeschoss ist ebenfalls von Doppelpilastern in einer Komposit-Ordnung gegliedert. Über dem Hauptportal mittig befindet sich ein Rundbogenfenster, das von einer Ädikula-Architektur umrahmt ist. Auf beiden Seiten wird die Ädikula-Architektur von Nischen flankiert. Die obere Geschosszone wird von kräftigen Voluten gerahmt. Das Obergeschoss wird von einem Dreiecksgiebel bekrönt.

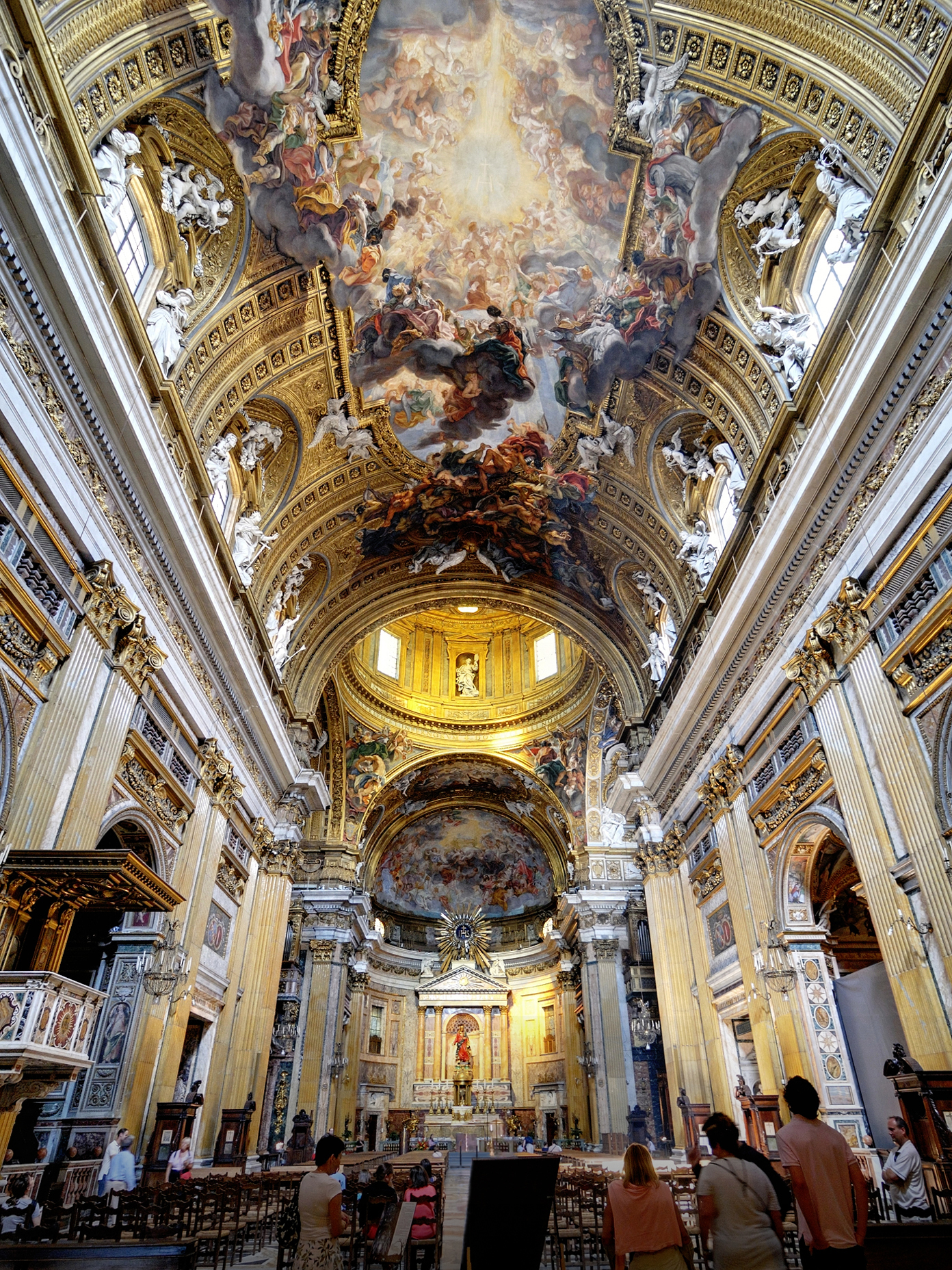
Innenraum vom Eingang aus gesehen, mit dem Deckenfresko von Baciccia

### Innenraum
Der prunkvoll mit Gold ausgestattete Innenraum wurde von 1668 bis 1673 im Auftrag von Kardinal Giovanni Francesco Negroni in hochbarockem Stil umgestaltet. Besonders sehenswert ist das Deckenfresko im Langhaus mit der Verherrlichung des Namens Jesu von Giovanni Battista Gaulli, gen. Baciccia: Wie in einer Vision scheint der Himmel die gebaute Architektur zu durchbrechen und in den Kirchenraum einzudringen.
Der monumentale Grabaltar des Heiligen Ignatius von Loyola im linken Querhaus wurde vom Jesuitenarchitekten Andrea Pozzo zwischen 1696 und 1700 errichtet. Die Erdkugel über dem Altar soll aus dem größten jemals gefundenen Lapislazuli gefertigt sein.
In der Kirche Il Gesù befindet sich der mumifizierte Arm des heiligen Franz Xaver, der Gründungsmitglied des Jesuitenordens war und die Jesuitenmission in Ostasien begründete. 1621 wurde Michelangelo Kardinal Tonti in Il Gesù beigesetzt.
Das Bild des Heiligsten Herzen Jesu (1767) in der Herz-Jesu-Kapelle stammt vom italienischen Künstler Pompeo Batoni. 

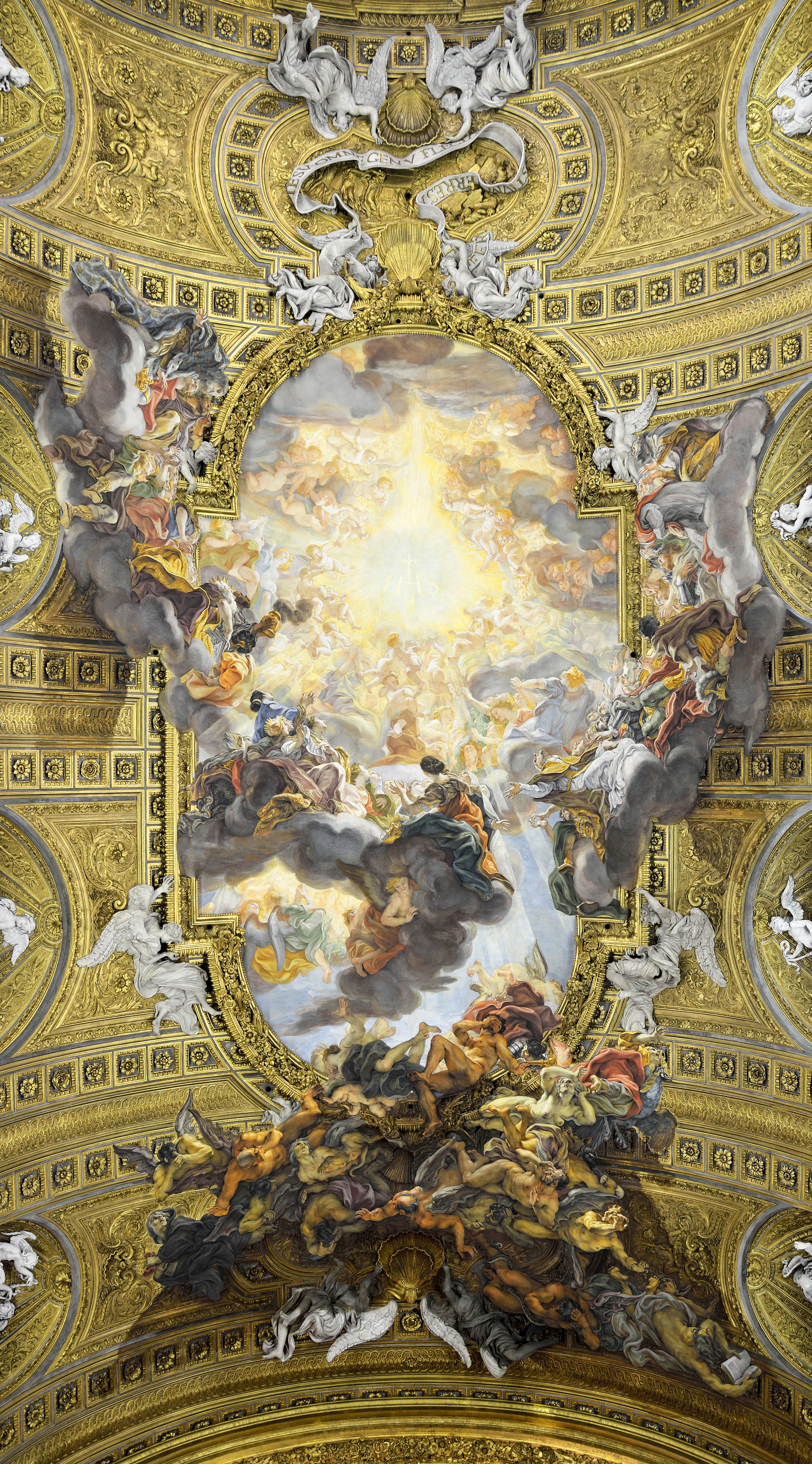
Das Deckenfresko von G. Battista Gaulli im Langhaus
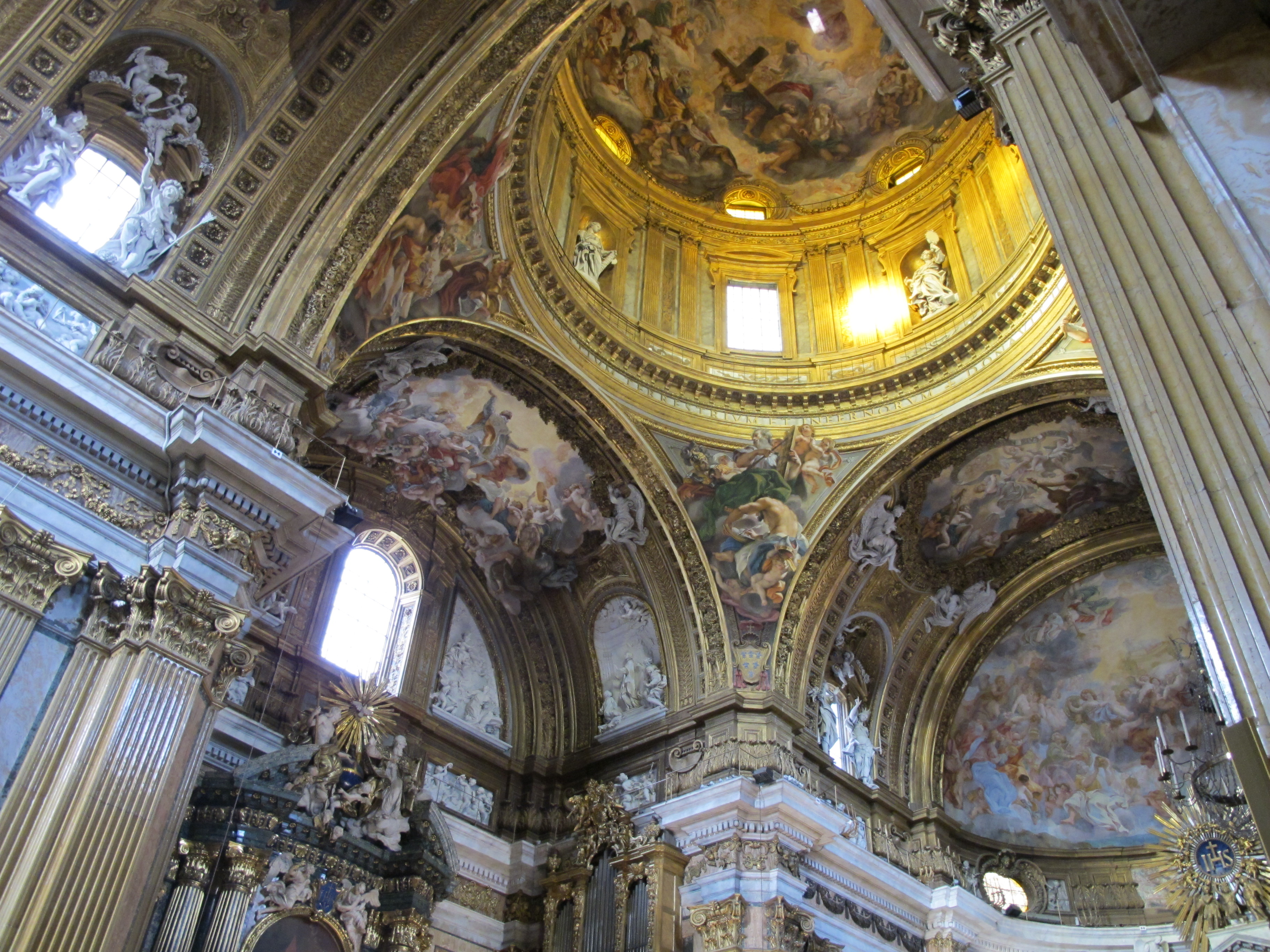
Blick in Kuppel und Gewölbe
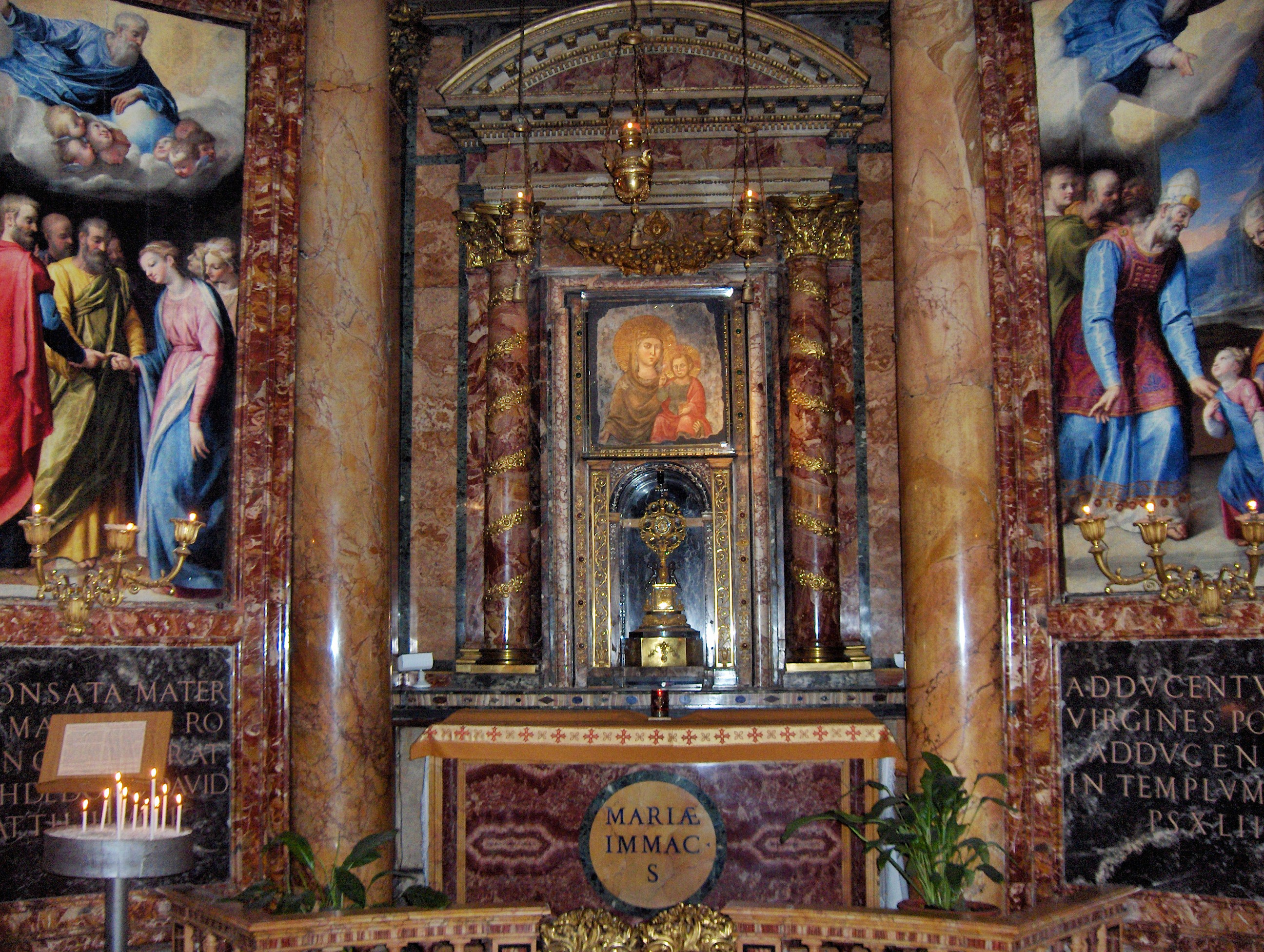
Kapelle der Madonna della strada
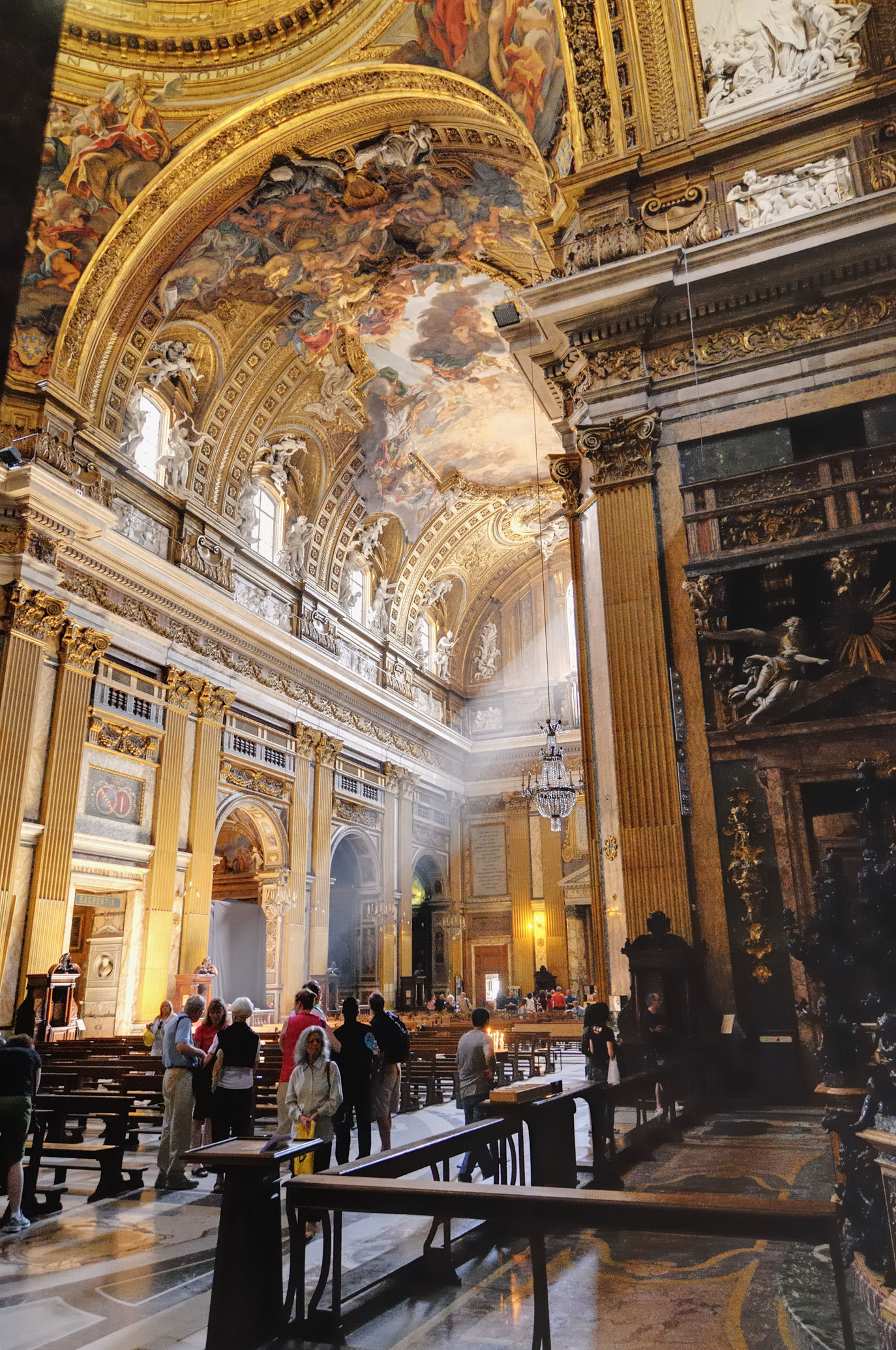
Blick auf das Tonnengewölbe des Langhauses
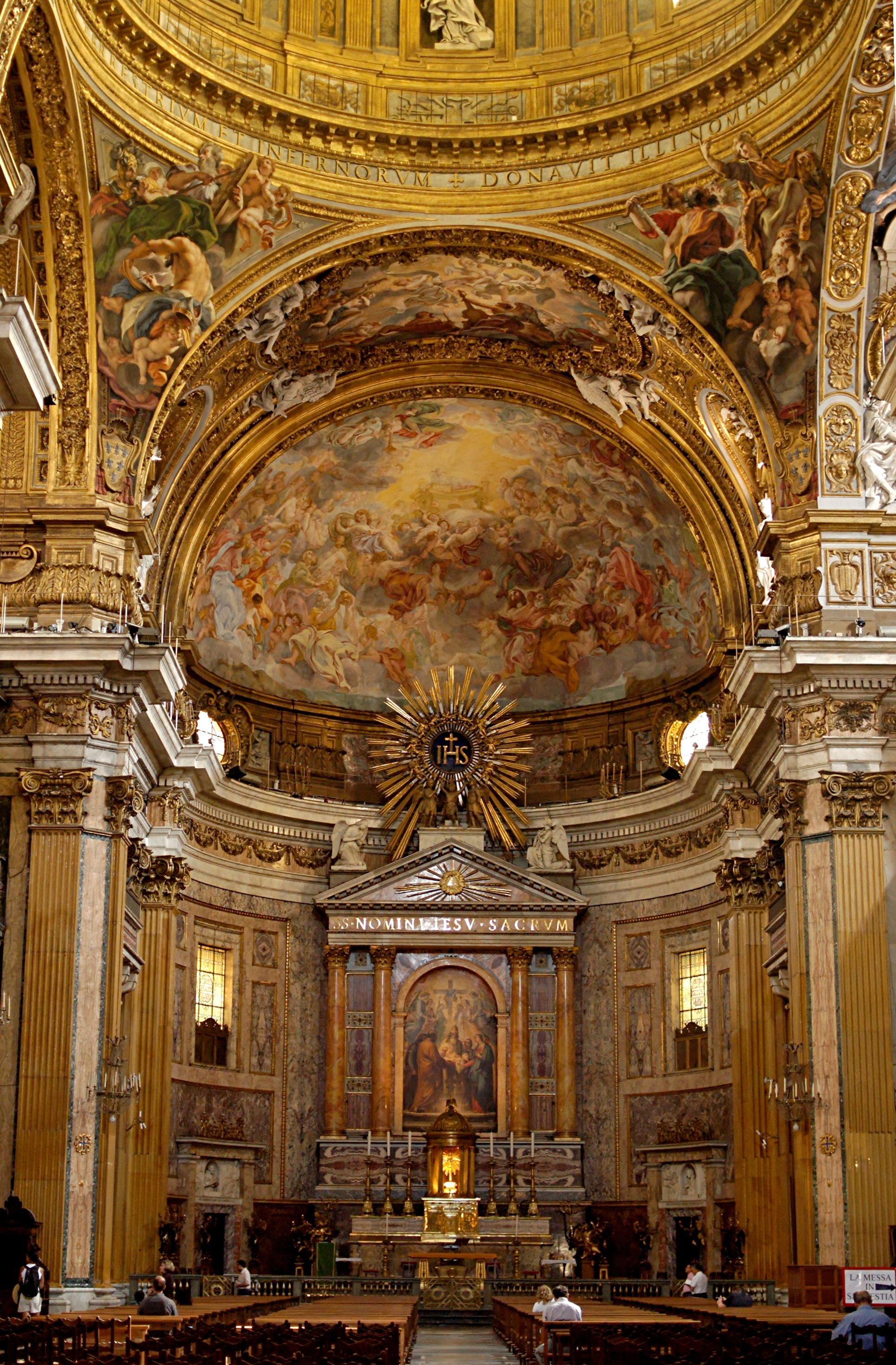
Der Hochaltar in der Apsis
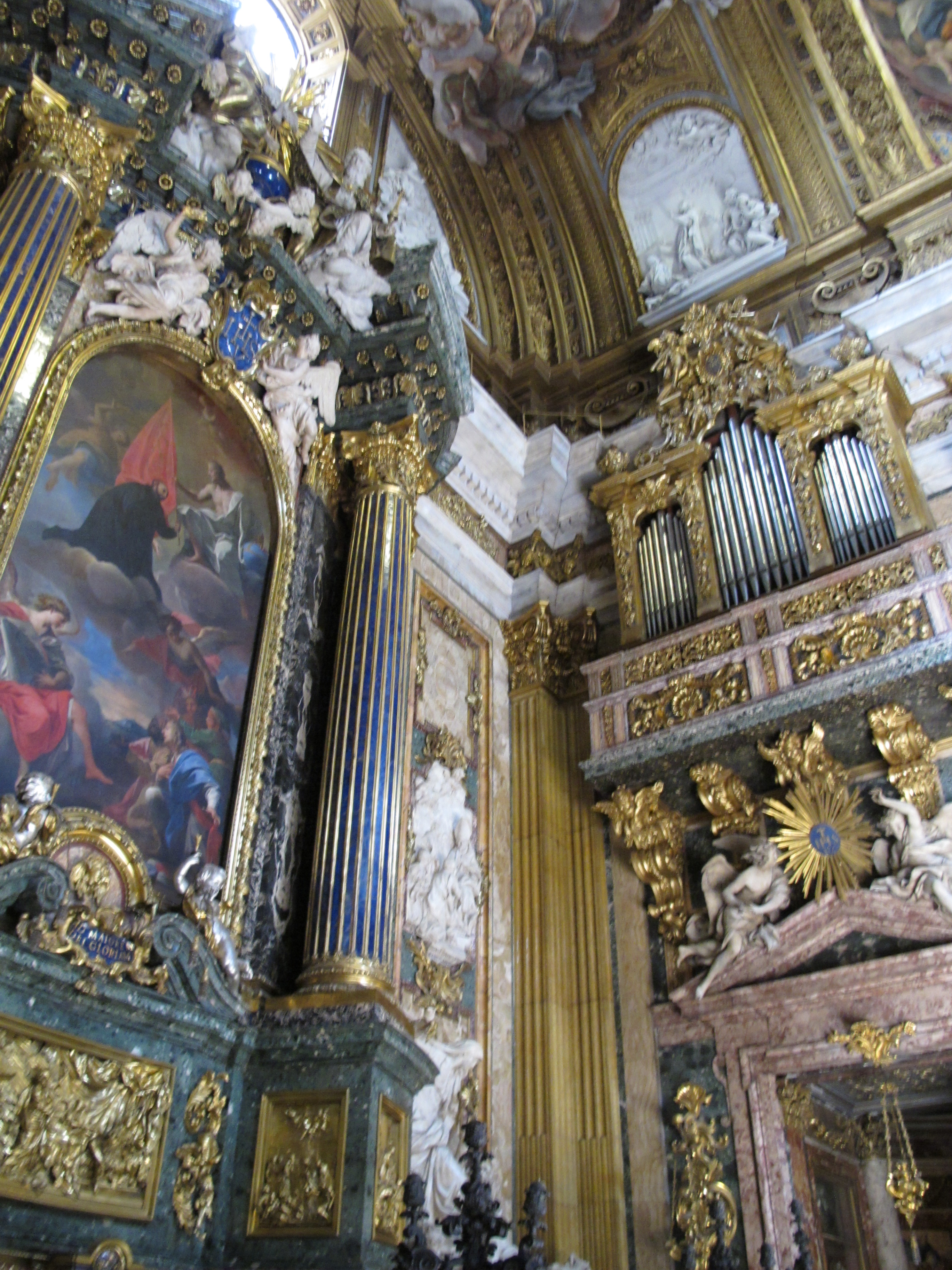
Kapelle des Heiligen Ignatius von Loyola mit Altargemälde und Orgel
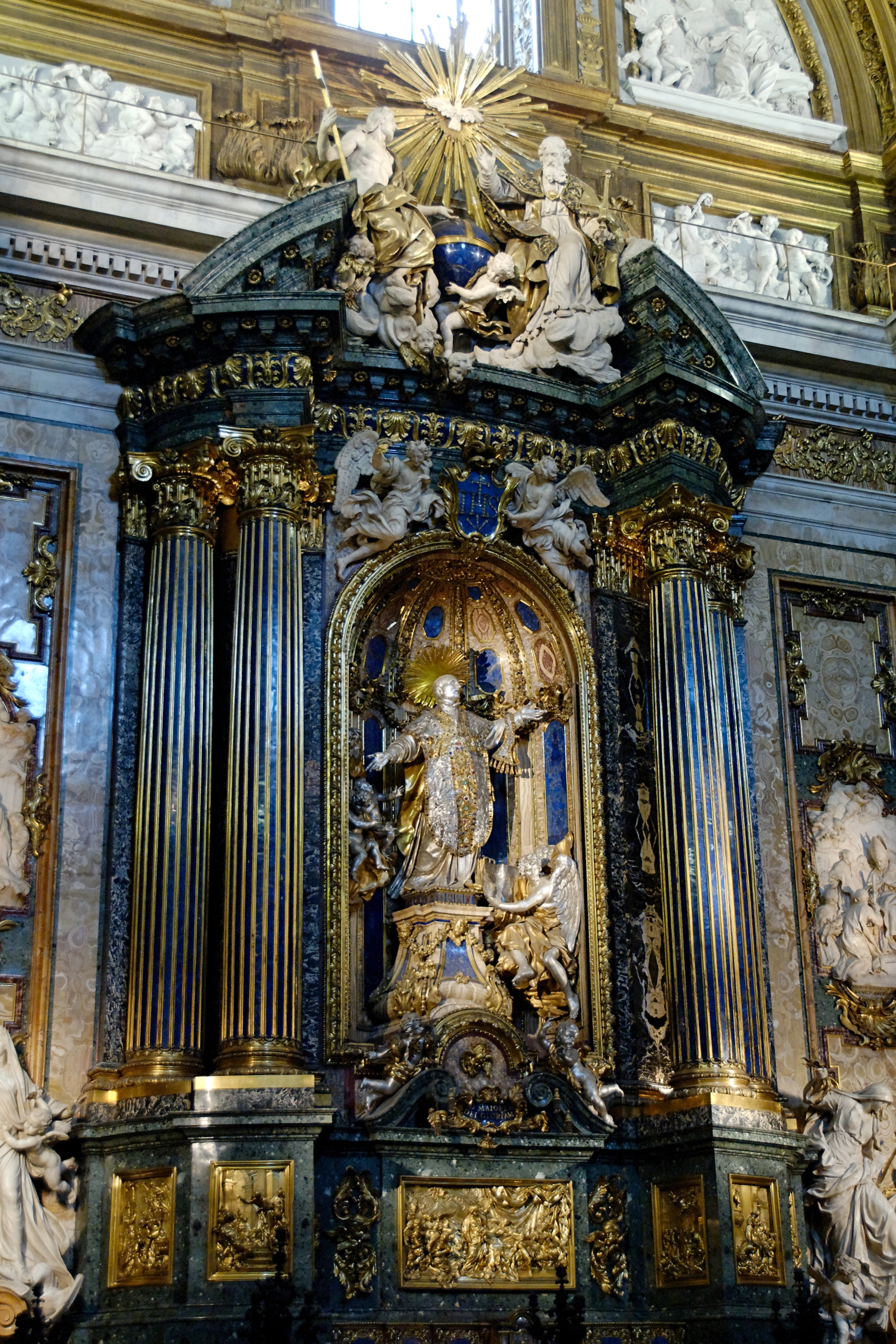
Kapelle des Heiligen Ignatius von Loyola (mit Statue des Heiligen)
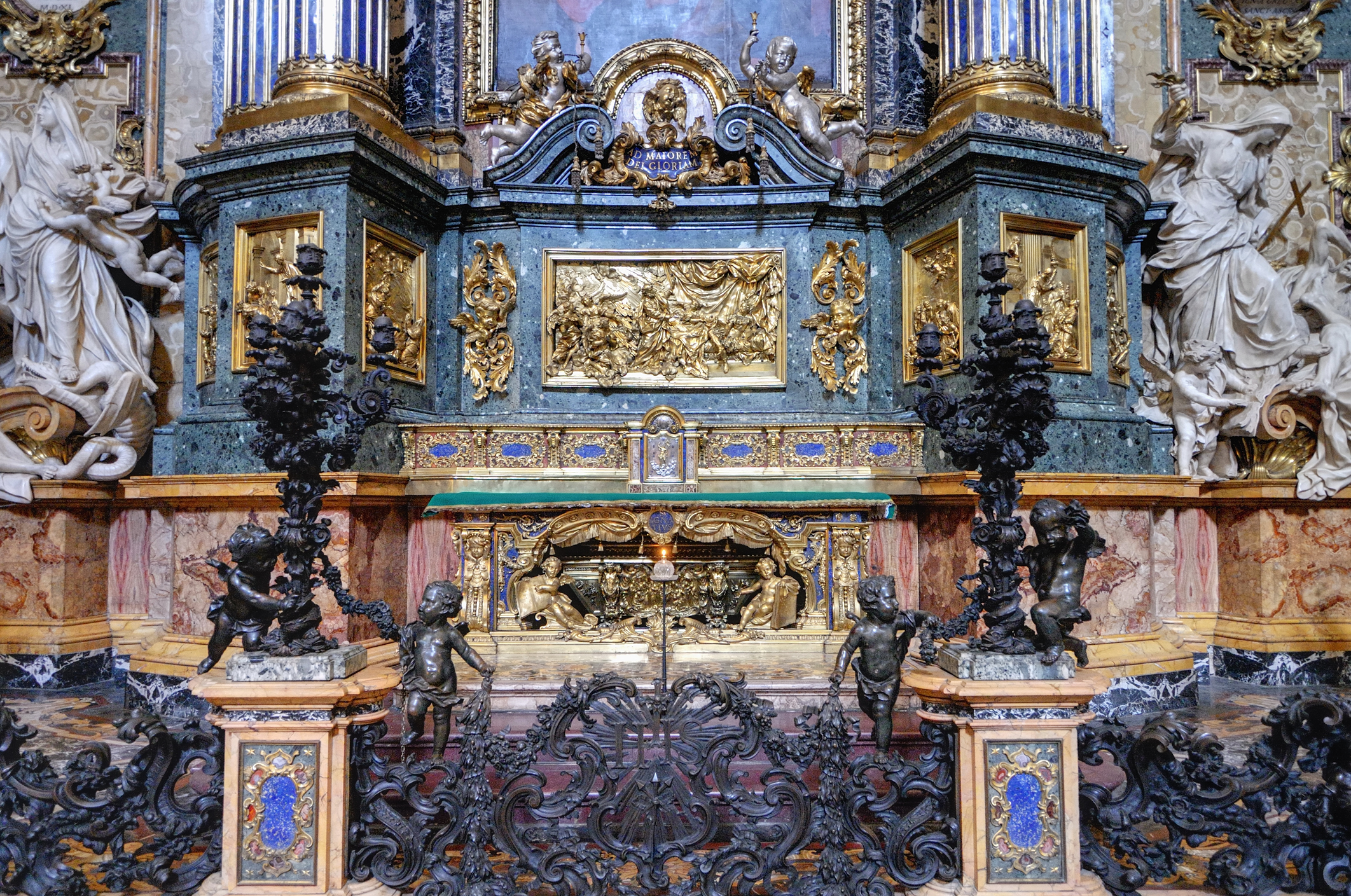
Der Grabaltar des Heiligen Ignatius von Loyola
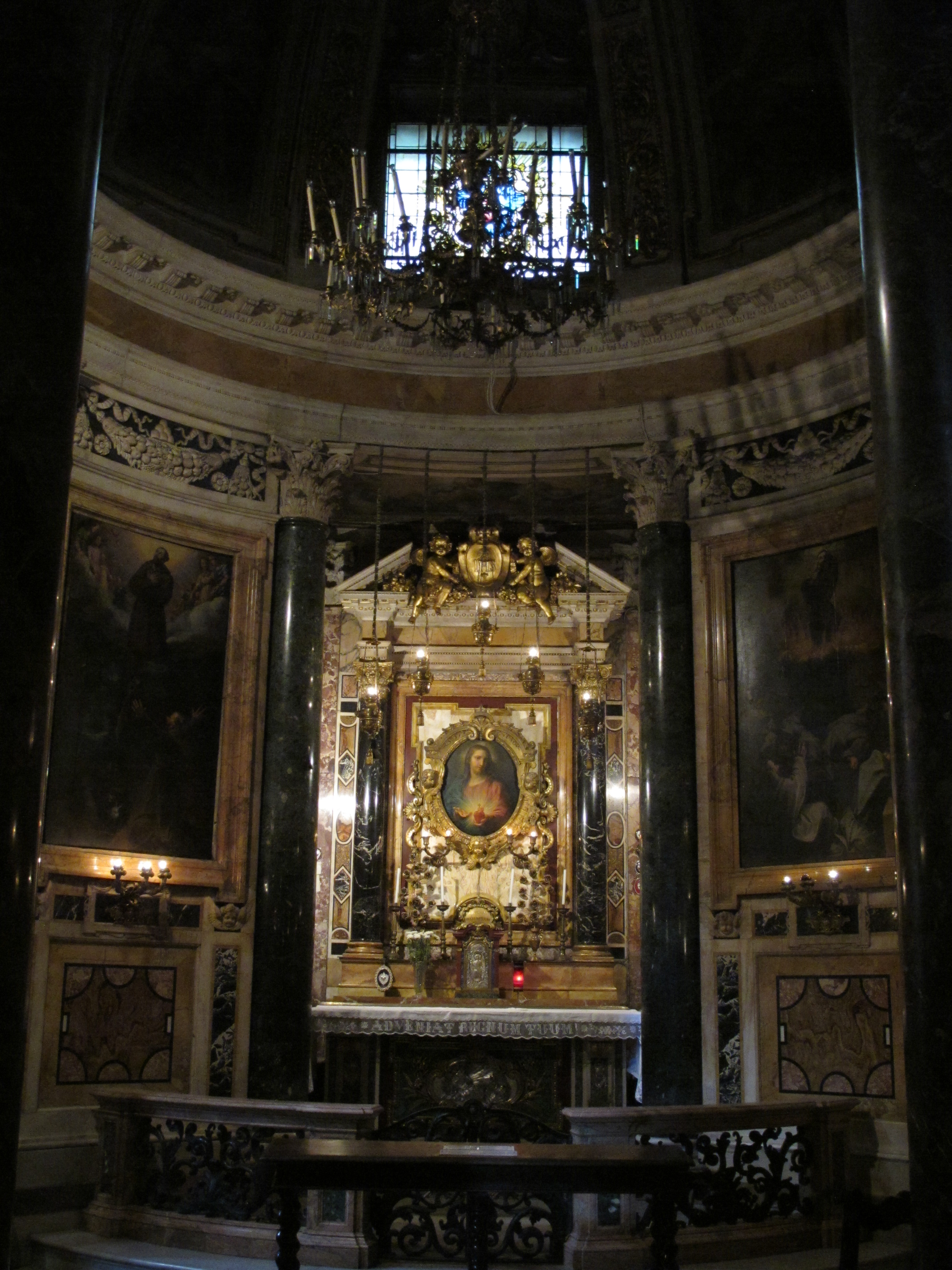
Blick in die Heilig-Herz-Kapelle
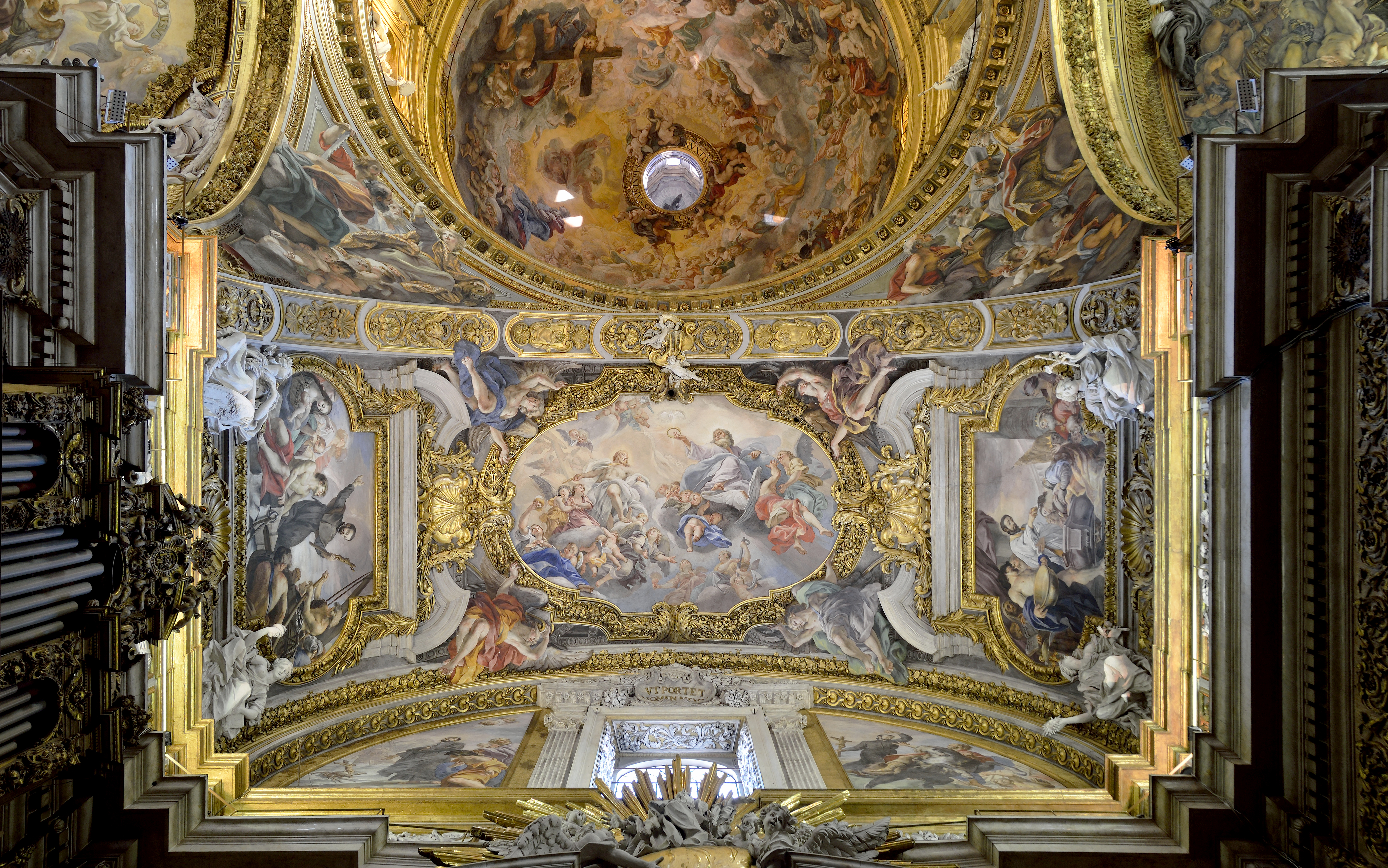
Deckengemälde in der Kapelle der Engel und in der Kuppel
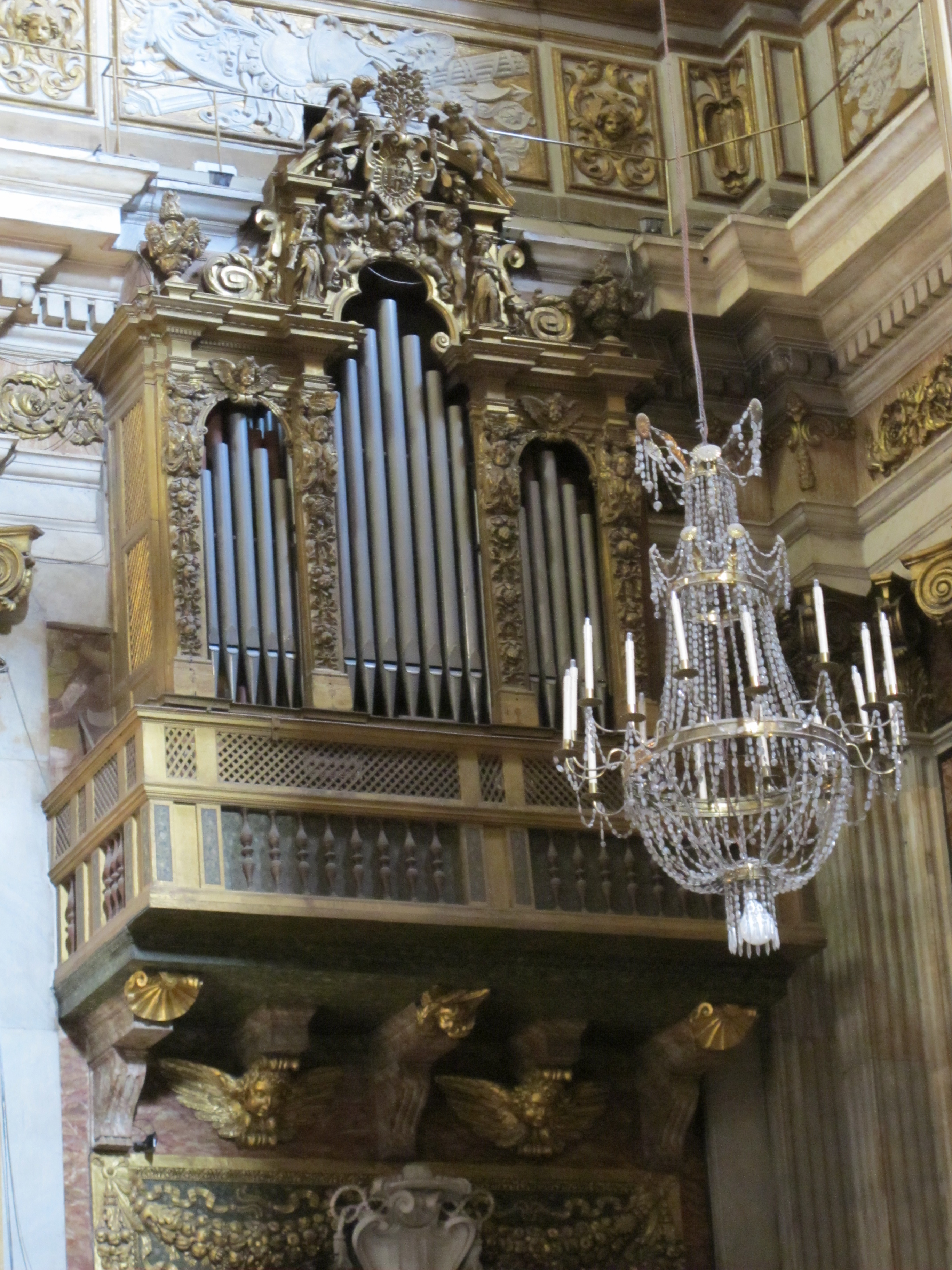
Eine der Orgeln von Il Gesù
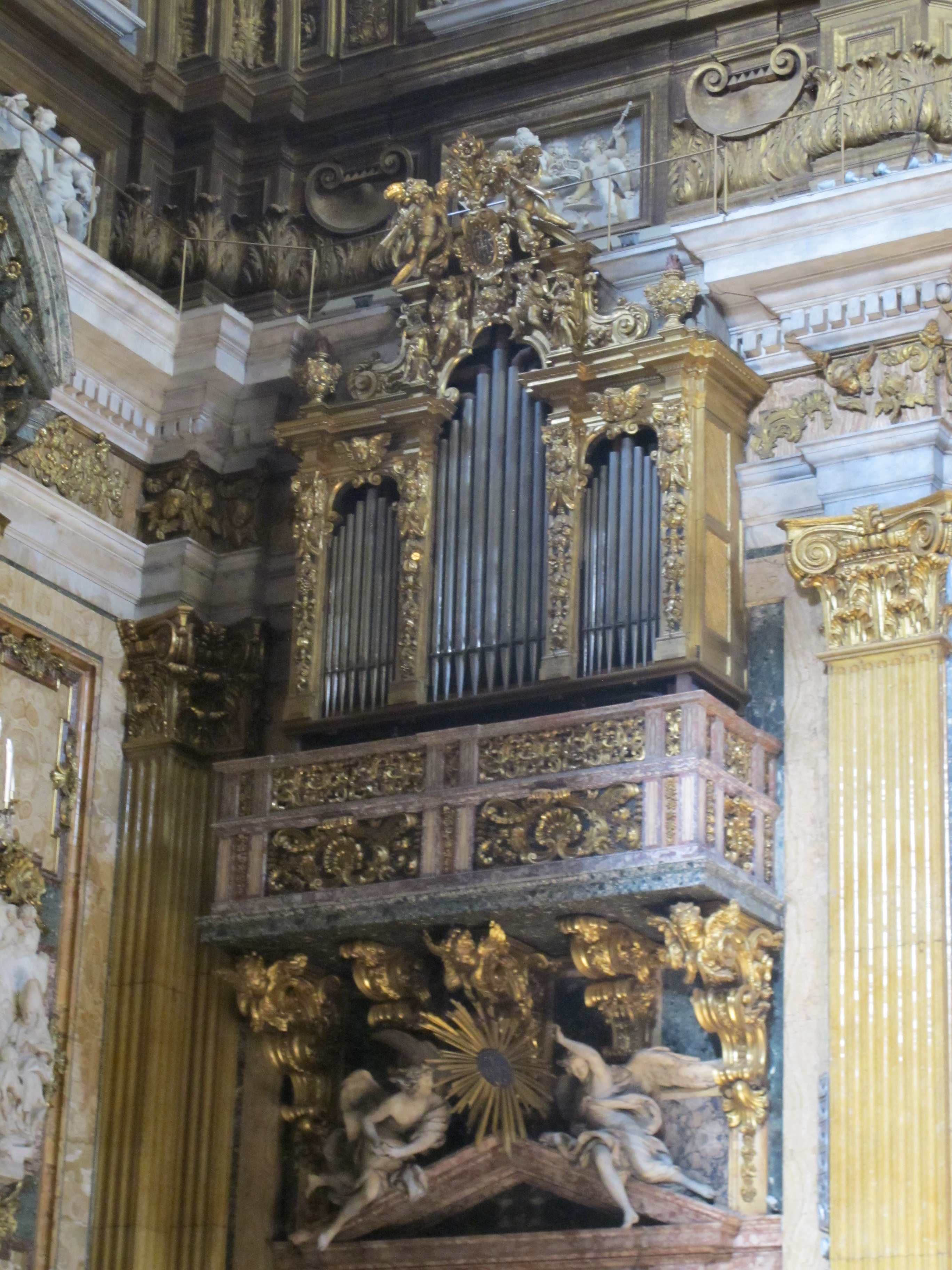
Orgel in der Kapelle des Heiligen Ignatius von Loyola

## Einfluss auf den barocken Kirchenbau
Il Gesù gehört in seiner Konzeption noch dem Manierismus an, die Konzeption als Wandpfeilerkirche als auch die Fassade von Il Gesù wirkten jedoch stark darüber hinaus auf die Architektur  des Barock. Die Fassade wurde im Barock insoweit weiterentwickelt, als dass ihre Tiefe und Plastizität zunehmend gesteigert wurde. Wichtige Bauten, die diese Entwicklung gut erkennen lassen, sind Santa Susanna von Carlo Maderno (1596–1603) und Santi Vincenzo e Anastasio von Martino Longhi d. J. (1650).
- Il Gesù
- S. Susanna
- SS. Vincenzo e Anastasio

Der Grundriss von Il Gesù war ebenfalls richtungsweisend für den barocken Kirchenbau. Eine wichtige Weiterentwicklung stellt dabei Sant’Ignazio von Orazio Grassi (begonnen 1626) nach einem Vorentwurf von Maderno dar. Im Gegensatz zu Il Gesù wird auf das schmalere Joch vor der Vierung verzichtet, die Seitenkapellen dadurch vergrößert und mit breiten Durchgängen untereinander verbunden. Freistehende Säulen flankieren die Eingänge der Kapellen vom Kirchenschiff.

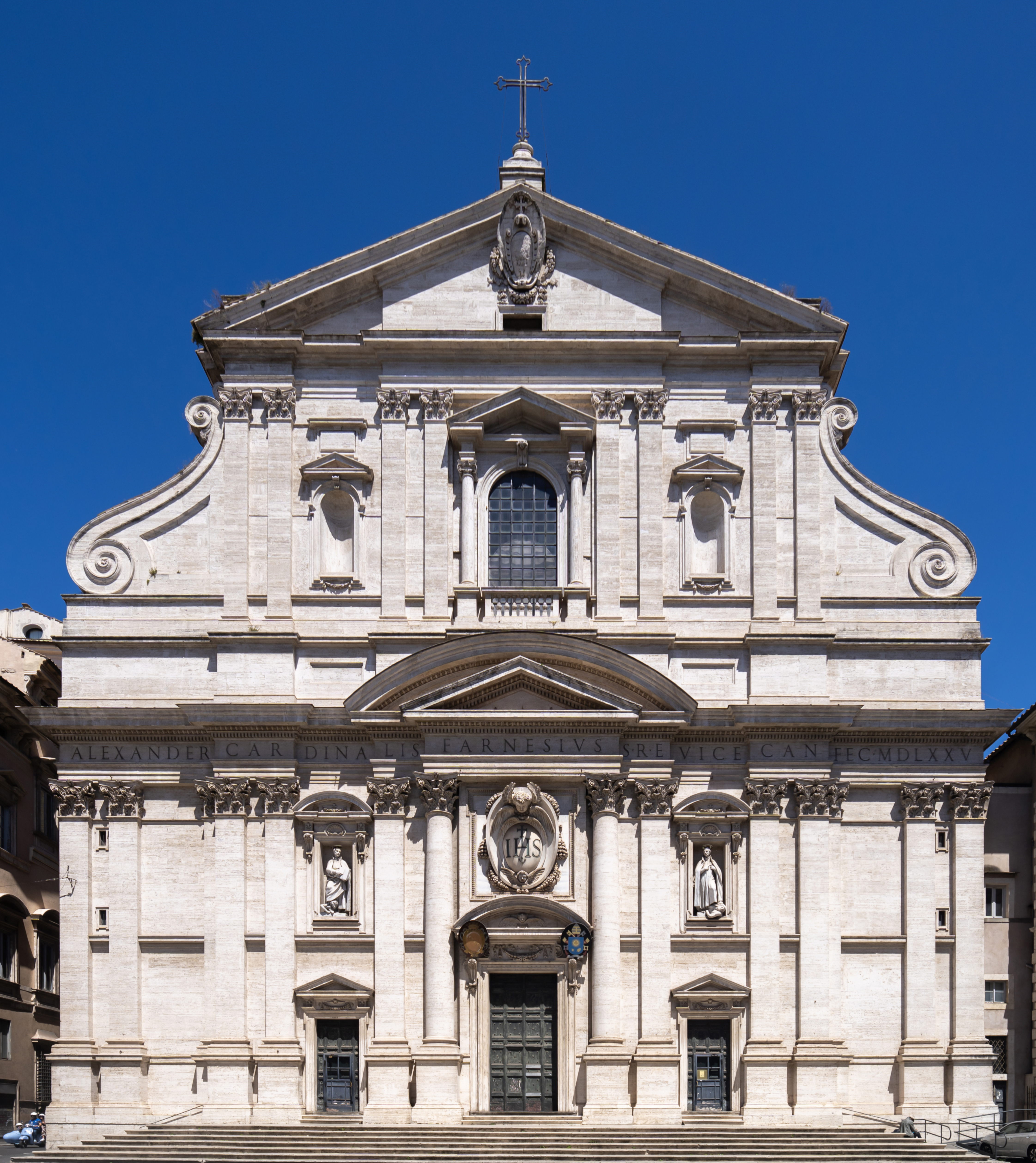
Il Gesù
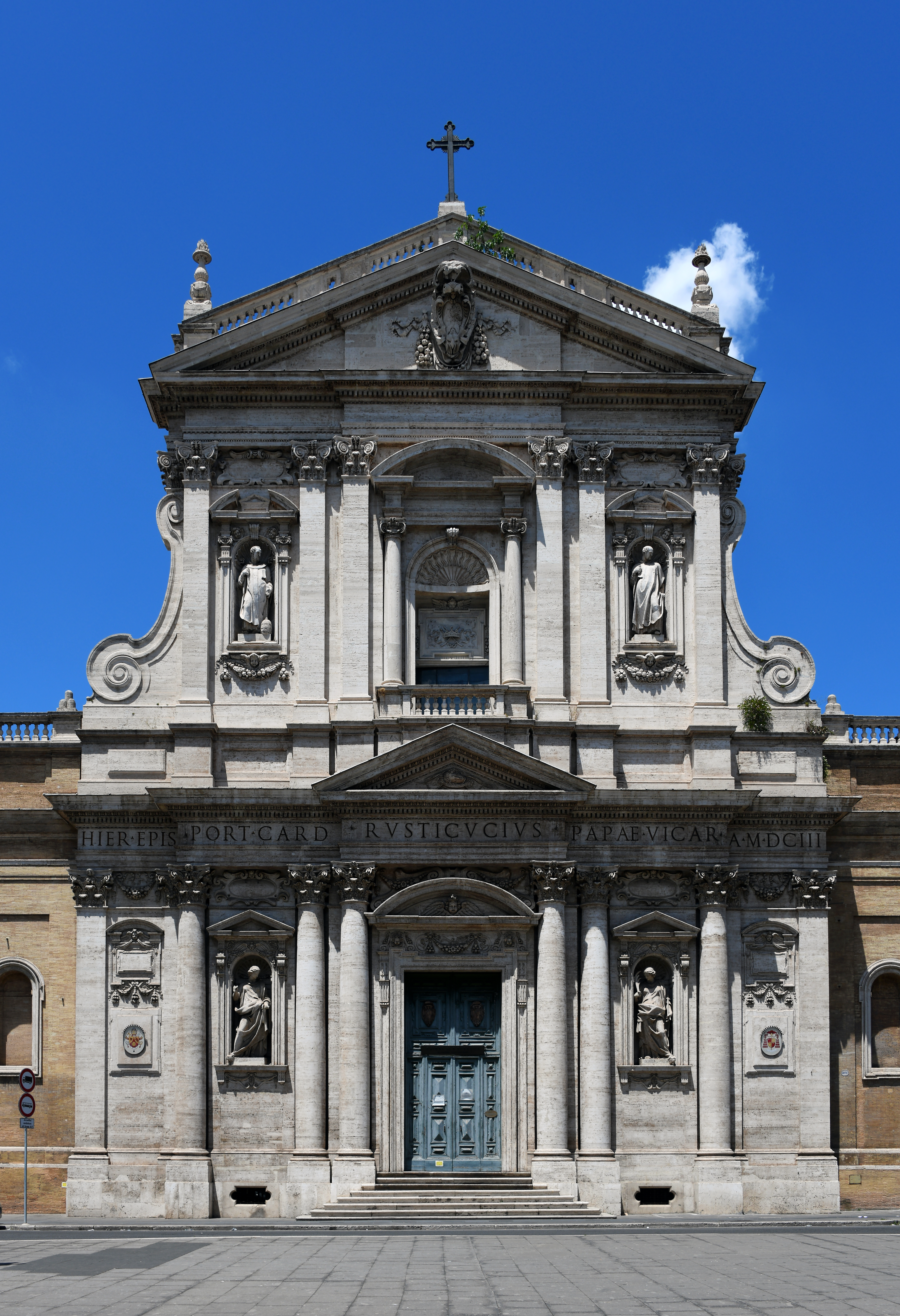
S. Susanna
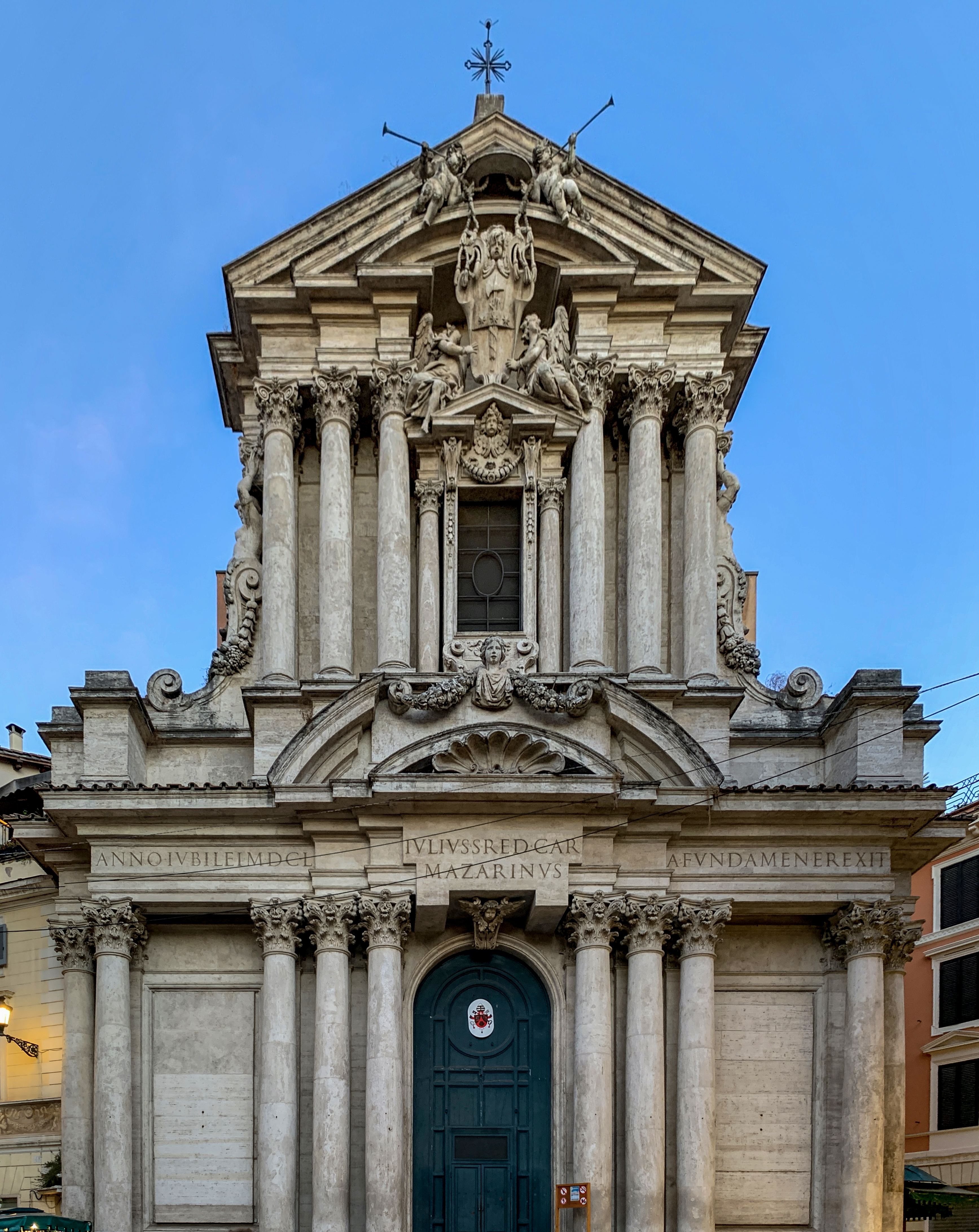
SS. Vincenzo e Anastasio

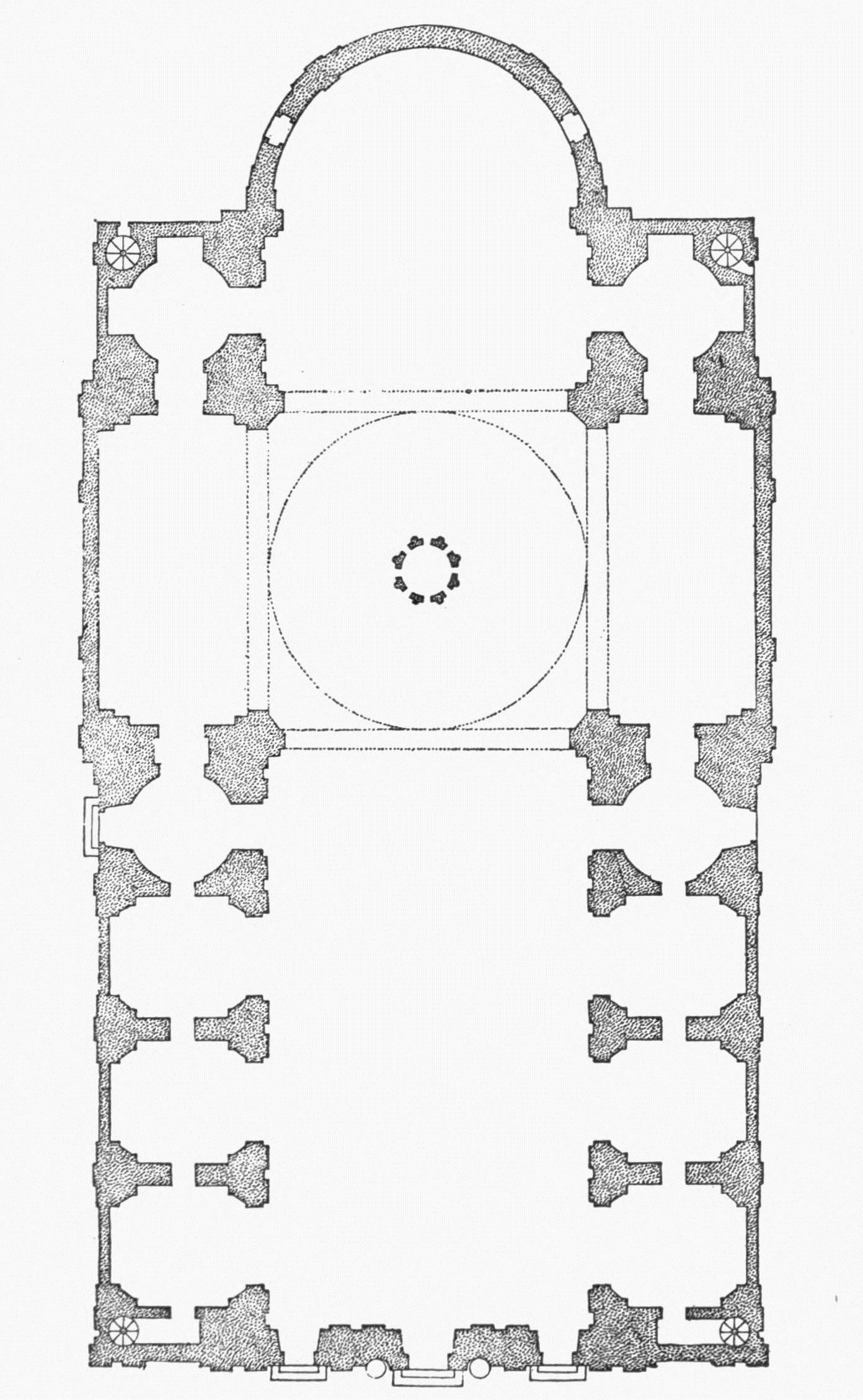
Il Gesù
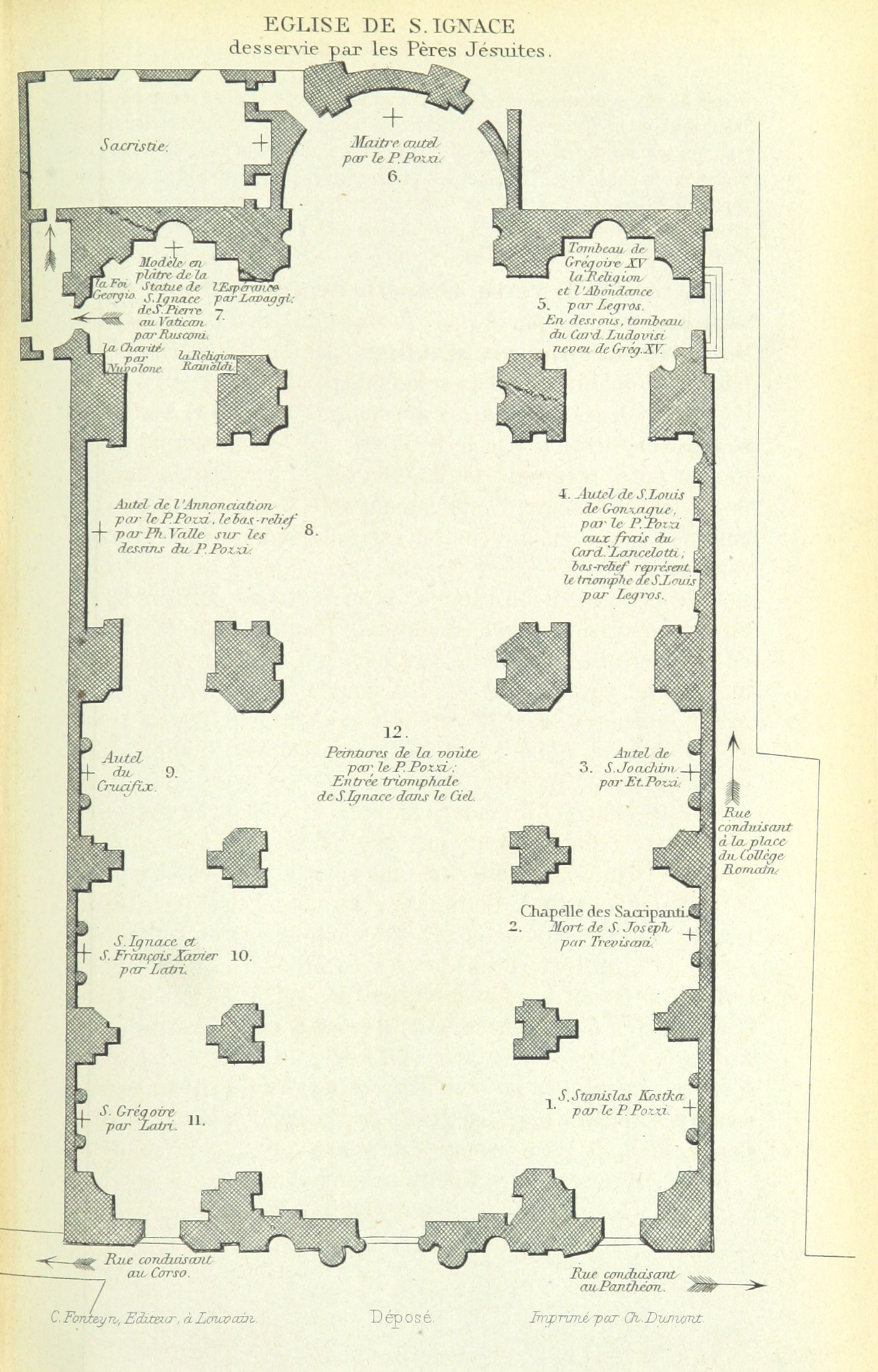
Sant’Ignazio

In Deutschland folgen beispielsweise St. Michael in München, St. Ignatius und Franz Xaver in Mannheim, St. Andreas in Düsseldorf und St. Martin in Bamberg dem Typus von Il Gesù.

## Il Gesu als Titeldiakonie
Die Kirche ist auch Titeldiakonie für einen Kardinal:
- Michele Pellegrino (1967–1986)
- Eduardo Martinez Somalo (1988–2021, seit 1999 (dem Wechsel von Somalo in die Kardinalsklasse der Kardinalpriester) Titelkirche pro hac vice)
- Gianfranco Ghirlanda SJ (seit 2022)